# 火の用心
『火の用心』（ひのようじん）は、日本テレビ系列で1990年7月7日から9月29日にかけて『土曜グランド劇場』枠で放送されていた日本のテレビドラマである。
タイトルの「火の用心」は、空気が乾燥する冬季の夜間を中心に、町内会や消防団が中心となって町内を徒歩で巡回し、拍子木を打ち鳴らして火の取り扱い（火事を起こさぬよう）に注意を呼びかける時に使われる言葉である。

## キャスト
- 大口源介：石橋貴明
- 神代平吉：木梨憲武
- 大口アミ：後藤久美子
- 大口ことゑ：淡路恵子
- 大口トキ：一の宮あつ子
- 西村卓次：小林稔侍
- 野中捨吉：ガッツ石松
- キキ：秋野暢子
- 立石昇治：田村亮
- 大原かき：桃井かおり

## 主題歌
- 「どうにかなるさ」 とんねるず

## スタッフ
- 脚本：倉本聰
- 制作：石橋冠
- 演出：吉野洋、石橋冠
- 音楽：後藤次利
- そば打ち技術指導：上野薮蕎麦総本店（鵜飼良平）
- タイトル画：安野光雅「黄金街道」（講談社）より
- 技術協力：NTV映像センター、生田スタジオ
- 制作補：猪股隆一
- プロデュース：小松伸生
- 制作著作：日本テレビ

## 備考
- とんねるずの役は、石橋が東京証券取引所で働く証券マン、木梨がそば店の職人。
- 後藤久美子の役は、翌日の特定の株の動きが読める等の超能力を持った女子高生役である。途中、石橋演じる兄にそれを利用される。が、最終回でその能力は消える。
- かつて倉本聰が企画したドラマ『前略おふくろ様』の主演である萩原健一のファンであったとんねるずが、当時のレギュラー番組『とんねるずのみなさんのおかげです』（フジテレビ）を休止してまで撮影に挑んだ作品である。休止中はウッチャンナンチャン出演の『ウッチャンナンチャンの誰かがやらねば!』が放送された。なお、『誰かがやらねば!』は半年限定のつなぎ番組ながらも好評だった事から本作終了・『みなさん』再開時に時間帯を移動して『ウッチャンナンチャンのやるならやらねば!』として継続した。
- 倉本聰のコメントによると、とんねるずの2人を主役に起用したのは、彼らが『とんねるずのみなさんのおかげです』のコント「ちょっと北の国から」で、本家の『北の国から』（「'89 帰郷」）の宣伝をしてくれたことも一因という。
- 1990年9月8日の放送は、この日放送されていたプロ野球中継（巨人×ヤクルト）が巨人のリーグ優勝で90分延長となったため、22時30分開始となった。これにより、後半30分は同じくとんねるずが司会を務める『ねるとん紅鯨団』（関西テレビ・フジテレビ系）と重複した。
- 映像ソフト化はされておらず、1991年夏に1回再放送されたのみである。

| 日本テレビ系 土曜グランド劇場            | 日本テレビ系 土曜グランド劇場   | 日本テレビ系 土曜グランド劇場     |
| 前番組                                   | 番組名                          | 次番組                            |
| ---------------------------------------- | ------------------------------- | --------------------------------- |
| 外科医・有森冴子 （1990.4.14-1990.6.30） | 火の用心 （1990.7.7-1990.9.29） | お父さん （1990.10.13-1990.12.8） |